# Гуров, Евгений Иванович
Евгений Иванович Гуров (10.01.1930-26.07.2014) — советский российский горный инженер. Лауреат Государственной премии СССР.

## Биография
Родился 10 января 1930 года в уральском городке Нязепетровск в семье машиниста паровоза.
Окончил Ленинградский горный институт (1952). По распределению работал инженером на нефтешахте Яреги «Ухткомбината».
С 1958 года главный инженер, в 1980-е гг. начальник нефтешахтного управления «Яреганефть». Руководил разработкой термошахтной технологии добычи низкотекучей нефти, которая начиная с 1971 года нашла широкое применение. Термошахтная технология в несколько раз увеличила извлекаемость нефти.
Последняя должность — главный технолог «Коминефти» по проблемам разработки уникального Ярегского месторождения высоковязкой нефти.
Лауреат Государственной премии СССР (25.12.1977, в составе коллектива: Е. И. Гуров, В. Н. Мишаков, К. Г. Болтенко, М. А. Генс, И. Г. Фотиев, Г. П. Левин,В. А. Калюжный, Е. Я. Юдин, А. П. Сушон,Н. Д. Борисенко, С. В. Огурцов, О. К. Комаров) — за открытие, разведку и промышленную оценку Ярегского месторождения титановых руд.
Награждён орденами Трудового Красного Знамени и Дружбы народов (1987), серебряной медалью ВДНХ, нагрудным знаком «Изобретатель СССР», полный кавалер знака «Шахтёрская слава».

## Сочинения
- Извлечение углеводородов из битумонозных песков и горючих сланцев шахтным способом /М. Л. Сургучев, Г. Г. Вахитов, И. П. Эпик, В. Н. Машин, И. Е. Гуров, В. П. Табаков // XI Мировой нефтяной конгресс, Лондон, 1983 г.: Обзорный доклад.
- Современное состояние и перспективы развития технологии термошахтной добычи нефти: Доклад /В. П. Табаков, Е. И. Гуров, Б. А. Тюнькин // IV Международная конференция по тяжелым нефтям и битумонозным пескам, Канада, Эдмантон, 1988 г.
- Технология термошахтной добычи нефти эффективный способ повышения нефтеотдачи: Доклад / В. П. Табаков, Е. И. Гуров, Б. А. Тюнькин, Г. И. Вахнин // V Международная конференция по тяжелым нефтям и битумонозным пескам, Венесуэла, Каракас, 1991 г.
- Гуров, Е. И. Ярегские нефтяные шахты : страницы истории : к 75-летию нефт. и газовой пром-сти / Е. И. Гуров; ООО «ЛУКОЙЛ-Коми». — Ухта : [б. и.], 2004. — 47, [1] с. : фото, вкл. л.
- Гуров, Е. И. За «черным золотом» — в шахту: из истории освоения Ярегского нефтетитанового месторождения: к 75-летию нефтяной

промышленности Республики Коми [Текст] / Е. И. Гуров // газ. «Северные ведомости». — 2004. — 18 июня, N 24; С. 3. 2, 16, 30 июля ; 13, 27 авг.